# Frounzenskaïa (métro de Moscou)
Pour les articles homonymes, voir Frounzenskaïa.
Frounzenskaïa (en russe : Фру́нзенская et en anglais : Frunzenskaya), est une station de la ligne Sokolnitcheskaïa (ligne 1 rouge) du métro de Moscou, située sur le territoire de l'arrondissement Khamovniki dans le district administratif central de Moscou.

## Situation sur le réseau
Établie en souterrain, à 42 mètres sous le niveau du sol, la station Frounzenskaïa est située au point 045+70,2 de la ligne Sokolnitcheskaïa (ligne 1 rouge), entre les stations Park koultoury (en direction de Boulvar Rokossovskogo) et Sportivnaïa (en direction de Salarievo).

## Histoire
Elle fut ouverte le 1er mai 1957, comme la première étape de l'extension vers le sud du rayon Frounzenski et porte le nom de Mikhaïl Frounze. Ce rayon longeant le cours de la Moskova, le segment entier dut être construit à une profondeur importante et Frounzenskaïa est ainsi située 42 mètres sous terre. La station est également symbolique en cela qu'elle fut l'une des dernières à Moscou à être entièrement construite dans le style stalinien qui dominait l'architecture des stations moscovites depuis le milieu des années 1940.
Les architectes Robert Pogrebnoï et Iouri Zenkivitch lui conférèrent un design aux voûtes et aux sommets de piliers marbrés couleur crème, décorés de boucliers métalliques contenant une étoile à cinq branches. La base des pylônes est constituée de marbre rouge plus épais. Des lustres massifs à huit lanternes sont suspendus au plafond. Le sol est recouvert de granite noir et rouge et les murs de carreaux de céramique blanche. À l'extrémité de la station, faisant face à un demi-cercle de marbre rouge, trône un buste de Mikhaïl Frounze (du sculpteur Evgueni Viktorovitch Voutchetitch), fameux dirigeant militaire durant la Guerre civile russe, et dont la station porte le nom.
Le vestibule d'entrée massif de la station, dont les architectes furent Nadia Bykova, Ivan Taranov, I.G. Tcherepanov, I.G. Gokhar-Kharmandarian, N.I. Demtchinski et T.A. Ilina, est situé à l'angle de l'avenue Komsomolski et de la ruelle Kholzounov. Il fut partiellement démoli et reconstruit dans le Palais de la Jeunesse de Moscou en 1984.
Son transit quotidien est de 47 410 passagers.

## Services aux voyageurs

### Desserte

Installations et desserte
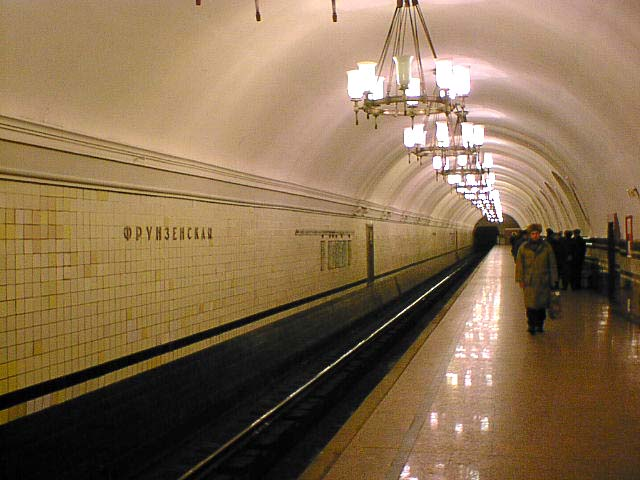
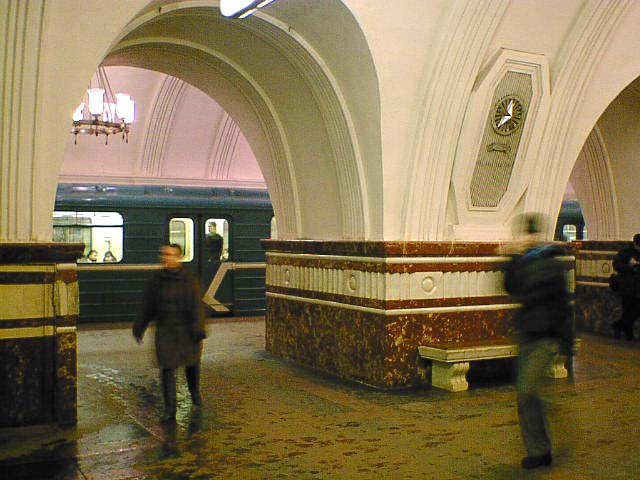
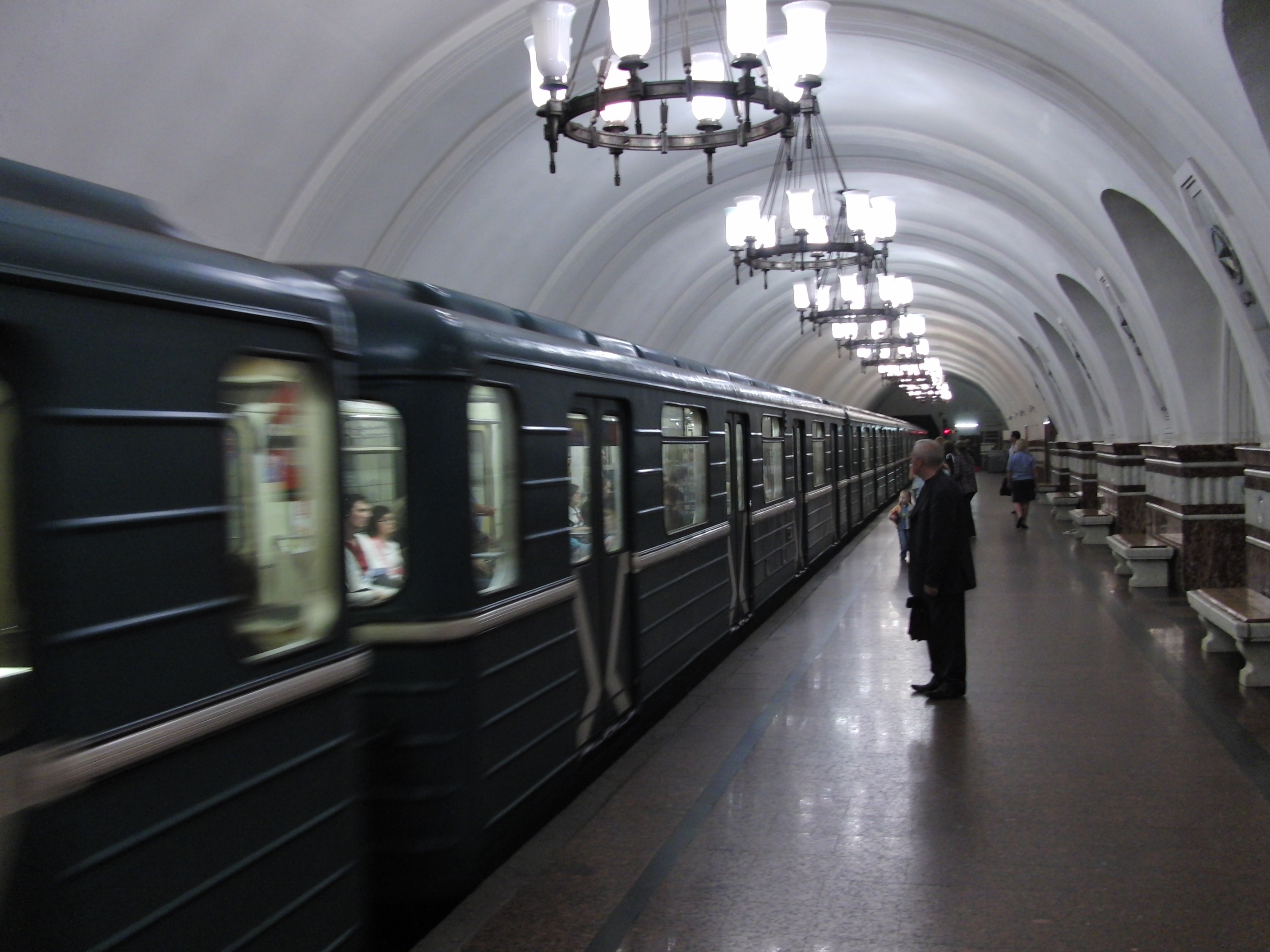